# エンジョイオール
株式会社エンジョイオールは、群馬県前橋市に本社を置く企業。トイプラネットを運営する。

## 概要
中堅ホビーリサイクル企業。玩具雑貨ベビー用品などを専門に扱う。群馬県、埼玉県を中心に店舗展開している。直営店のほかにフランチャイズ店を持つ。オレンジ色の青色の文字の看板で統一されている。

## 店舗
- 17号桶川店
- 前橋荒牧店
- 高崎中居店
- 高崎棟高店
- 太田店
- 伊勢崎連取店
- 藤岡店
- 富岡店
- 東浦和店